# Mary Murphy
Mary Murphy (n. 26 ianuarie 1931, Washington, D.C., District of Columbia, SUA – d. 4 mai 2011, Los Angeles, California, SUA) a fost o actriță americană de film.

## Filmografie selectivă
- 1952 Sailor Beware, regia Hal Walker : Girl
- 1952 Carrie, regia William Wyler : Jessica Hurstwood
- 1954 The Mad Magician, regia John Brahm : Karen Lee
- 1955 Ore de cumpănă (The Desperate Hours), regia William Wyler : Cindy Hilliard
- 1972 Bonner fiul (Junior Bonner), regia Sam Peckinpah

## Legături externe
- Mary Murphy la Internet Movie Database
- Mary Murphy on the cover of Tempo Magazine, May 16 1955
- Mary Murphy la Find a Grave